# فردریک تی. فرلینگهویسن
فردریک تی. فرلینگهویسن (به انگلیسی: Frederick Theodore Frelinghuysen) سناتور سابق عضو حزب جمهوری‌خواه ایالات متحده آمریکا بود. وی در سال ۱۸۶۶ تا ۱۸۶۹ و ۱۸۷۱ تا ۱۸۷۷ میلادی سناتور ایالت نیوجرسی در سنای ایالات متحده آمریکا بود.